# 浅間謙一
浅間 謙一（あさま けんいち、1947年7月20日 - ）は、日本の実業家。株式会社デニーズジャパン代表取締役社長最高経営責任者を務めた。

## 人物・経歴
神奈川県出身。1970年明治大学法学部卒業。日比貿易を経て、1978年デニーズジャパン入社。企画室総括マネジャーを経て、2000年取締役企画室長に昇格。2002年、前社長の小原芳春より一回り若い年齢で、取締役から10人抜きで代表取締役社長に就任。業績低迷が続いていた同社の経営再建にあたった。2003年最高経営責任者兼務。